# Rocca San Giovanni
Rocca San Giovanni község (comune) Olaszország Abruzzo régiójában, Chieti megyében.

## Fekvése
A megye északi részén fekszik, az Adriai-tenger partján. Határai: Fossacesia, Lanciano, San Vito Chietino és Treglio.

## Története
Első írásos említése a 11. századból származik. A következő századokban nemesi birtok volt. Önállóságát a 19. század elején nyerte el, amikor a Nápolyi Királyságban felszámolták a feudalizmust.

## Népessége
A népesség számának alakulása:

## Főbb látnivalói
- San Matteo Apostolo-templom
- San Giacomo-templom